# 纳拉伯螳属
纳拉伯螳属（学名：Nullabora）为螳科的一个属。

## 下属物种
本属包括以下物种：
- 黄斑纳拉伯螳 Nullabora flavoguttata Tindale, 1923